# Tiaojishan-Formation
Die Tiaojishan-Formation ist eine geologische Formation in Nordostchina  in den Provinzen Hebei und Liaoning. Sie datiert auf die mittlere bis späte Jurazeit, etwa 165 bis 153 Millionen Jahre vor unserer Zeitrechnung. Die Formation besteht hauptsächlich aus pyroklastischem Gestein, durchsetzt mit vulkanischen und sedimentären Gesteinen. Das Hauptgestein ist Andesit. Die Formation ist bekannt für außergewöhnlich gut erhaltene Fossilien von Pflanzen, Insekten und Wirbeltieren.

## Fossilfunde (Auswahl)
- Xiaotingia, fast vollständiges Skelett mit Schädel (STM 27-2, Holotyp)
- Anchiornis, nahezu vollständiges Skelett
- Aurornis, vollständiges Skelett.
- Yi qi, teilweise überliefertes Skelett (STM 31-2, Holotyp)